# Качканар
Качканар (на руски: Качканар) е град в Свердловска област, Русия. Населението на града към 1 януари 2018 година е 38 996 души.

## История
Селището е основано през 1957 година, през 1968 година получава статут на град.